# Турлаки
Турлаки́ (рос. Турлаки) — присілок у складі Голишмановського міського округу Тюменської області, Росія.
Населення — 91 особа (2010, 113 у 2002).
Національний склад станом на 2002 рік:
- росіяни — 99 %